# Cursed image

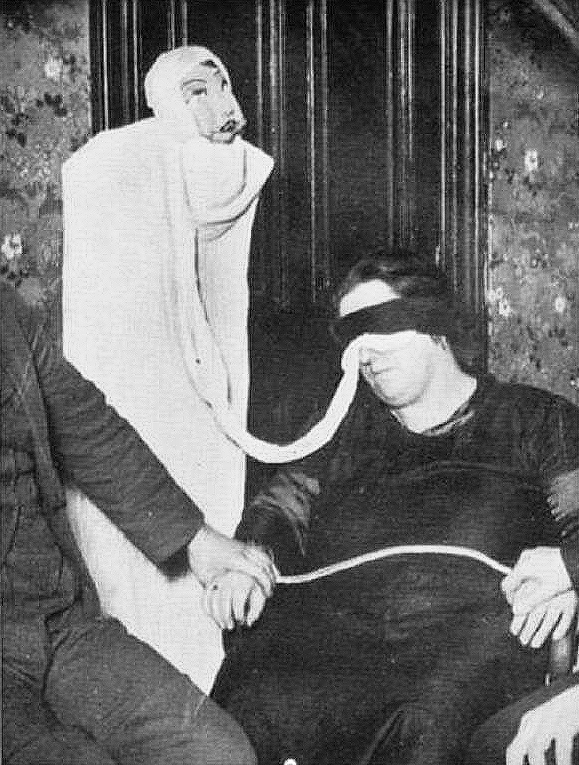
Um exemplo de uma imagem amaldiçoada.

Cursed image (ou na tradução para o português: imagem amaldiçoada) se refere a imagens (geralmente fotografias) que são percebidas como misteriosas ou perturbadoras devido ao seu conteúdo, baixa qualidade ou uma combinação dos dois. Uma cursed image traz uma situação atípica, fazendo o expectador se fazer perguntas sobre a existência ou o contexto da imagem em primeiro lugar. Desde 2016, essas imagens se tornaram populares online.

## História
O conceito de "cursed images" se originou de um blog do Tumblr, cursedimages, em 2015. A primeira imagem postada pelo relato mostra um fazendeiro idoso cercado por caixotes de tomates vermelhos em uma sala com painéis de madeira. Em uma entrevista para o Paper em 2019, o proprietário do blog descreveu a imagem mencionada da seguinte forma: "É a imagem maldita perfeita para mim porque não há nada intrinsecamente perturbador em nenhuma parte dela. É um momento totalmente mundano transformado em outra coisa pelo câmera e o novo contexto que dei."
Embora o termo "cursed image" tenha sido usado no Tumblr desde 2015, ele se tornou mais amplamente popular em julho de 2016 devido à conta do Twitter @cursedimages. Em uma entrevista de 2016 com o escritor do Gizmodo, Hudson Hongo, o dono da conta explicou que tinha visto "uma ou duas" postagens no Tumblr contendo imagens "inexplicáveis e estranhas" que eram simplesmente legendadas como "imagem amaldiçoada". Intrigado com as fotos, o dono da conta passou a buscar imagens semelhantes e após encontrar mais fotos nesse sentido, resolveu "postar todas em um só lugar". Naquele mesmo ano, Brian Feldman da revista New York entrevistou Doug Battenhausen, dono do blog Tumblr internethistory, que também posta "imagens amaldiçoadas". Feldman perguntou a Battenhausen sobre o apelo das "imagens amaldiçoadas", ao que Battenhausen respondeu: "São muitas coisas. É o mistério da foto, é a estética estranha delas, é ver um lugar que você nunca visto antes, ou um vislumbre íntimo da vida de alguém.".